# Hästveda
Hästveda is een plaats in de gemeente Hässleholm in Skåne de zuidelijkste provincie van Zweden. De plaats heeft 1682 inwoners (2005) en een oppervlakte van 240 hectare.

## Verkeer en vervoer
Bij de plaats loopt de Riksväg 23. Ook eindigt hier de Riksväg 19.
De plaats heeft ook een station op de spoorlijn Katrineholm - Malmö en had een station aan de spoorlijnen in oostelijk Skåne.